# District de Kanra
Le district de Kanra (甘楽郡, Kanra-gun) est un district situé dans la préfecture de Gunma, au Japon.

## Géographie

### Démographie
Au 1er janvier 2014, la population du district de Kanra était de 23 461 habitants, répartis sur une superficie de 365,62 km2.

### Divisions administratives
Le district de Kanra est constitué des bourgs de Kanra et Shimonita, et du village de Nanmoku.